# جامع كانو
جامع كانو مسجد جامع أنشأه أحفاد رجل الأعمال البحريني «يوسف بن أحمد كانو» على الكورنيش بحي الشاطئ في مدينة الدمام بالمنطقة الشرقية بالمملكة العربية السعودية  لخدمة مسلمي ومواطني المنطقة.
كان يصلي فيه الشيخ سعد الغامدي إماماً حتى عام 2010 تقريباً ، و طارق الشامسي مؤذناً. وبجواره مركز منار الهدى، وهو مركز إسلامي لخدمة شباب المنطقة. وتقام فيه صلاة العيد.